# 安稳镇
安稳镇，是重庆市綦江区南部山区的一个镇，距綦江县城78公里。
210国道、兰海高速、打安公路均从安稳镇过境。